# 孔穿
孔穿（？—？），字子高，中国战国时期鲁国人，孔箕之子，孔子之六代孙。
孔穿生卒时间不详，去世时51岁。曾受楚国、趙国等國禮聘任職，但都被孔穿婉拒。《公孙龙子》和《孔丛子》中记载他曾和公孙龙辩论过白马非马的问题。其子孔谦，孙孔鲋、孔腾、孔树。

## 參看
- 离坚白
- 白马非马